# Pedro Zaragoza Orts
Pedro Zaragoza Orts (Benidorm, 15 maig de 1922 - 1 d'abril de 2008) va ser un polític valencià, alcalde de la localitat de Benidorm entre 1950 i 1967. Durant el seu mandat es va convertir en el principal impulsor del sector turístic en la localitat i autor principal de l'auge econòmic del municipi.

## Biografia
Son pare era marí mercant i va ser criat per la seua àvia després de la ràpida defunció de sa mare. Després de cursar els estudis primaris en la província, se'n va anar a Barcelona a continuar els estudis de marí, uns estudis que va abandonar anys més tard. Després d'alguns anys de treball en la mina, Pedro Zaragoza marxa a Madrid on treballarà de maleter en l'estació de les Delícies i, finalment, després de la defunció de son pare, decideix tornar a la seua ciutat natal.
Ja a Benidorm es dedica a arreglar certs assumptes de l'herència del pare i accepta un treball en la "Caixa d'Estalvis del Sud-est", després CAM i actualment pertanyent al Banc Sabadell. Passarien alguns anys fins que don Pedro decidira dedicar-se a la política i acceptara el càrrec d'alcalde després d'unes eleccions predemocràtiques. En 1950 es col·locarà al comandament dels grups locals de la falange i la JONS i assumirà l'alcaldia.
Com a primera mesura important impulsarà el 1951 un pla d'urbanització molt nou i modern per a l'època que canviarà el sistema urbanístic benidormer per sempre, principal fet pel qual és recordat. Malgrat tot, la mesura que l'ha fet més popular serà la de permetre l'ús del bikini a Benidorm en plena època franquista. Arran d'aquesta mesura va ser denunciat per la Guàrdia Civil i posteriorment l'arquebisbe de València, Marcelino Olaechea, va tractar d'excomunicar-lo. Don Pedro va actuar amb rapidesa i va decidir demanar una audiència en el Pardo amb el General Francisco Franco. Va assistir a l'audiència després d'un llarg camí en vespa des de Benidorm i allí va sol·licitar permís al General per a mantenir l'ús del bikini en la localitat, un permís que li van donar obviant les denúncies de l'arquebisbat i la Guàrdia Civil.
Anys més tard es va convertir en un gran amic de la família Franco, fins al punt de ser convidats a Benidorm en diverses ocasions. Pedro Zaragoza va seguir amb el seu mandat promovent el turisme per tot Europa i convertint la seua localitat de pescadors i mariners en una altra de molt diferent. Va crear i va impulsar el Festival de la Cançó i amb ell a cantants com Julio Iglesias o Raphael.
Va arribar a rebutjar diversos càrrecs durant l'època de transició espanyola cap a la democràcia, fidel a la seua inclinació al franquisme. Malgrat la jubilació va continuar formant-se en diverses matèries i fins i tot llicenciant-se a l'edat de 82 anys en turisme en la Universitat d'Alacant. Amb 85 anys va morir en la seua ciutat natal.